# Speculator
Speculator – wieś w Stanach Zjednoczonych, w stanie Nowy Jork, w hrabstwie Hamilton.